# Alfabeto francês
O Alfabeto francês é baseado no alfabeto latino, utilizando 26 letras para escrever a língua francesa.
| Forma Maiúscula |   |   |   |   |   |   |   |   |   |   |   |   |   |   |   |   |   |   |   |   |   |   |   |   |   |
| A               | B | C | D | E | F | G | H | I | J | K | L | M | N | O | P | Q | R | S | T | U | V | W | X | Y | Z |
| Forma Minúscula |   |   |   |   |   |   |   |   |   |   |   |   |   |   |   |   |   |   |   |   |   |   |   |   |   |
| a               | b | c | d | e | f | g | h | i | j | k | l | m | n | o | p | q | r | s | t | u | v | w | x | y | z |

## Nomes das letras
| Letra | Nome da letra | Nome da letra | AFI        |
| Letra | Pronúncia     | Soletração    | AFI        |
| ----- | ------------- | ------------- | ---------- |
| A     | /ɑ/           | a             | /a/        |
| B     | /be/          | bé            | /b/        |
| C     | /se/          | cé            | /k/, /s/   |
| D     | /de/          | dé            | /d/        |
| E     | /ə/           | e             | /œ/        |
| F     | /ɛf/          | effe          | /f/        |
| G     | /ʒe/          | gé            | /g/, /ʒ/   |
| H     | /aʃ/          | hache         | —          |
| I     | /i/           | i             | /i/        |
| J     | /ʒi/          | ji            | /ʒ/        |
| K     | /ka/          | ka            | /k/        |
| L     | /ɛl/          | elle          | /l/        |
| M     | /ɛm/          | emme          | /m/        |
| N     | /ɛn/          | enne          | /n/        |
| O     | /o/           | o             | /o/        |
| P     | /pe/          | pe            | /p/        |
| Q     | /ky/          | ku            | /k/        |
| R     | /ɛʁ/          | erre          | /ɾ/        |
| S     | /ɛs/          | esse          | /s/        |
| T     | /te/          | té            | /t/        |
| U     | /y/           | u             | /ü/        |
| V     | /ve/          | vé            | /v/        |
| W     | /dublɛ ve/    | double vé     | /v/        |
| X     | /iks/         | ixe           | /ks/, /gz/ |
| Y     | /igʁɛk/       | i grec        | /i/        |
| Z     | /zɛd/         | zède          | /z/        |

### A nova soletração
No sistema da "nova soletração" (la nouvelle épellation), as consoantes seriam lidas como se segue: be, ke, de, fe, gue, he, je, ke, le, me, ne, pe, ke, re, se, te, ve, we, kse, ze. Embora possua uma base mais fonética que o sistema tradicional, esse sistema nunca teve aceitação.

## Ligaduras tipográficas
Ligaduras tipográficas especiais existem para algumas palavras:
- Œ (œil, fœtus, sœur...)
- Æ (et cætera, tænia, ex æquo...)

## Observações
- 'W' e 'K' são raramente usadas exceto em empréstimos ou palavras regionais, o ditongo 'ou' é usado para representar o som de /w/ e o 'Q' possui uso mais frequente que no inglês.
- As vogais são A, E, I, O, U, às vezes o Y;
- As semivogais são o Y, raramente o W (exceto regionalmente, como por exemplo no francês falado na Bélgica);
- Os diacríticos são: o acento agudo ( ´ ), o acento grave ( ` ), o acento circunflexo ( ˆ ),  o trema ( ¨ ), e a cedilha ( ¸ ). As únicas combinações possíveis são: à â ç é è ê ë î ï ô û ù ü ÿ. Os diacríticos não exercem qualquer influência na ordem alfabética.
- O til ( ˜ ), usado apenas sobre o n, é ocasionalmente usado no alfabeto francês em palavras com origem na língua castelhana, que tenham sido incorporadas ao uso linguístico quotidiano, tais como El Niño, etc. Como os demais diacríticos, o til também não exerce qualquer impacto na ordem do alfabeto francês.
- Os diacríticos são frequentemente omitidos nas letras maiúsculas, principalmente por razões técnicas e por o senso comum acreditar que não sejam necessários. Entretanto, a Academia Francesa e o seu equivalente em Quebec, órgãos responsáveis pelo idioma, rejeitam essa prática e confirmam que "em francês, o acento tem valor ortográfico total",[2] exceto para acrônimos mas não para abreviaturas (p.ex. CEE, ALENA, mas É.-U.).[3]